# Аравиду
Аравиду (хинди अराविदु राजवंश) — четвертая и последняя индуистская правящая династия Виджаянагарской империи в Южной Индии . Представители династии говорили на языке телугу. Её основателем был Тирумала Дева Райя, чей брат Рама Райя был регентом последнего правителя предыдущей династии. Смерть Рамы Рая в битве при Ракаса-Тангади (также известной как битва при Таликоте) в 1565 году привела к последующему разрушению Виджаянагара объединенными силами мусульманских государств Декана.
Семья Аравиду утверждала, что они кшатрии и базировались в регионе Андхра . Они утверждали, что принадлежат к Атрея готре и ведут свою родословную от Раджараджи Нарендры, правителя империи Восточных Чалукьев (1019—1061).
Основными правителями династии Аравиду были:
- Алия Рама Райя (1484—1565), фактический правитель и регент Виджаянагарской империи 1542—1565)
- Тирумала Дева Райя (? — 1578), махараджахираджа (царь царей) Виджаянагара (1565—1572), брат предыдущего
- Шриранга Дева Райя (Шриранга I) (? — 1586), махараджахираджа (1572—1586), старший сын предыдущего
- Венкатапати Дева Райя (Венката II) (? — 1614), махараджахираджа (1586—1614), младший брат предыдущего
- Шриранга II[англ.] (? — 1614/1617), махараджахираджа (1614), племянник предыдущего
- Рама Дева Райя (? — 1632), махараджахираджа (1617—1632), сын предыдущего
- Педа Венката Райя (Венката III) (? — 1642), махараджахираджа (1632—1642), внук Алии Рамы Райя.
- Шриранга III (? — 1678/1681), последний правитель династии и империи (1642—1652), племянник предыдущего.